# Dmitry Malyshko
Dmitry Vladimirovitch Malychko (en russe : Дмитрий Владимирович Малышко), né le 19 mars 1987 à Sosnovy Bor (oblast de Léningrad), est un biathlète russe.

## Carrière
Il remporte sa première médaille avec l'équipe nationale aux Championnats d'Europe 2010, avec l'argent sur le relais.

### Débuts en Coupe du monde en 2011-2012
Dmitry Malyshko commence sa carrière en Coupe du monde lors de la saison 2011-2012. Il obtient son premier podium à Hochfilzen en Autriche, en prenant la seconde place avec l'équipe russe du relais. C'est en Finlande à Kontiolahti, qu'il va réussir sa première performance personnelle, en prenant la troisième place lors de la poursuite, derrière Ole Einar Bjørndalen et Martin Fourcade. Il est ainsi désigné révélation de la saison par l'IBU.

### Première victoire en 2012-2013
Lors de la saison 2012/2013, Dmitry Malyshko confirme tous les espoirs entrevus lors de la saison précédente en obtenant tout d'abord une seconde place lors de la poursuite de Hochfilzen. 
Au début de janvier, il remporte ses premières victoires en coupe du monde lors du sprint, puis de la poursuite de Oberhof, gagnant avec plus de 40 secondes d'avance grâce à un sans-faute au tir lors de cette épreuve. Il réalise le triplé lors de cette étape de coupe du monde en remportant également le relais avec l'équipe russe.

### 2013-2014
Durant cette saison, il n'obtient pas de podium individuel mais remporte le titre olympique du relais avec Alexey Volkov, Evgeny Ustyugov et Anton Shipulin.

### 2015-2019
Aux Championnats du monde 2019, à Östersund, il remporte la médaille de bronze au relais, collectant son premier podium en championnat du monde. En 2019, il remporte aussi son premier et seul titre européen, à Minsk, sur le relais mixte, en plus de gagner la médaille de bronze sur le sprint. 
Il prend sa retraite sportive à l'issue de la saison 2019-2020.

## Palmarès

### Jeux olympiques
| Épreuve / Édition           | Individuel | Sprint | Poursuite | Départ en masse | Relais | Relais mixte |
| Jeux olympiques 2014 Sotchi | -          | 28e    | 33e       | 20e             | DSQ    | —            |

- : pas de participation à l'épreuve.   : épreuve inexistante ou absente du programme.
DSQ : disqualification

### Championnats du monde
| Mondiaux \ Épreuve | Individuel | Sprint | Poursuite | Mass start | Relais                    | Relais mixte | Relais mixte simple              |
| 2012 Ruhpolding    | 35e        | —      | —         | —          | 6e                        | —            | Épreuve inexistante à cette date |
| 2013 Nové Město    | —          | 5e     | 4e        | 15e        | 4e                        | 6e           | Épreuve inexistante à cette date |
| 2015 Kontiolahti   | —          | 34e    | 47e       | —          | 4e                        | —            | Épreuve inexistante à cette date |
| 2016 Holmenkollen  | 64e        | —      | —         | —          | —                         | —            | Épreuve inexistante à cette date |
| 2019 Östersund     | —          | 33e    | 30e       | —          | Médaille de bronze, monde | 4e           | —                                |

Légende :
- — : non disputée par Dmitry Malyshko

### Coupe du monde
- Meilleur classement général : 8e en 2013.
- 6 podiums individuels : 2 victoires,  2 deuxièmes places et 2 troisièmes places.
- 17 podiums en relais dont 9 victoires.

#### Détail des victoires
| Édition / Épreuve | Sprint  | Poursuite | Individuel | Mass start | Total |
| 2012-2013         | Oberhof | Oberhof   |            |            | 2     |
| Total             | 1       | 1         | 0          | 0          | 2     |

#### Classements annuels détaillés
| Saison    | Classement général final | Classement général individuel | Classement général sprint | Classement général poursuite | Classement général mass start |
| 2011-2012 | 19e                      | 58e                           | 20e                       | 15e                          | 7e                            |
| 2012-2013 | 8e                       | 8e                            | 5e                        | 21e                          | 14e                           |
| 2013-2014 | 11e                      | 10e                           | 19e                       | 13e                          | 15e                           |
| 2014-2015 | 31e                      | 64e                           | 27e                       | 36e                          | 20e                           |
| 2015-2016 | 39e                      | 55e                           | 48e                       | 35e                          | 27e                           |
| 2016-2017 | 44e                      | -                             | 41e                       | 43e                          | 36e                           |
| 2017-2018 | 50e                      | -                             | 37e                       | 57e                          | 43e                           |
| 2018-2019 | 36e                      | 36e                           | 38e                       | 34e                          | 39e                           |
| 2019-2020 | 69e                      | 65e                           | 66e                       | 53e                          | -                             |

### Championnats d'Europe
- Médaille d'or du relais simple mixte en 2019.
- Médaille d'argent du relais en 2010.
- Médaille de bronze du sprint en 2019.

### IBU Cup
- 2 victoires.